# Nephodia subcolorata
Nephodia subcolorata är en fjärilsart som beskrevs av Paul Dognin 1913. Nephodia subcolorata ingår i släktet Nephodia och familjen mätare. Inga underarter finns listade i Catalogue of Life.